# Meeting panafricain de Bamako
Le  Meeting panafricain de Bamako ou Grand Prix de la CAA de Bamako est une compétition d'athlétisme qui se déroule à Bamako au Mali, organisée par la Fédération malienne d'athlétisme en collaboration avec la Confédération africaine d'athlétisme et la Fédération internationale d'athlétisme.

## Éditions
- 6e édition : Meeting panafricain de Bamako 2005
- 7e édition : Meeting panafricain de Bamako 2006
- 8e édition : Meeting panafricain de Bamako 2007[2]
- 11e édition : Meeting panafricain de Bamako 2010[3]